# Rakúsy
Rakúsy este o comună slovacă, aflată în districtul Kežmarok din regiunea Prešov. Localitatea se află la altitudinea de 676 m deasupra n.m., se întinde pe o suprafață de 6,34 km2 și în 2017 număra 3.238 de locuitori.

## Istoric
Localitatea Rakúsy este atestată documentar din 1288.

## Demografie
| An:                | 1994 | 2004    | 2014    | 2024    |
| ------------------ | ---- | ------- | ------- | ------- |
| Număr de persoane: | 1477 | 2151    | 3038    | 3512    |
| Diferență:         |      | +45,63% | +41,23% | +15,60% |

| An:                | 2023 | 2024   |
| ------------------ | ---- | ------ |
| Număr de persoane: | 3415 | 3512   |
| Diferență:         |      | +2,84% |